# Wildwasserrennsport-Weltmeisterschaften 1967
Die Weltmeisterschaften im Kanu-Wildwasserrennsport 1967 fanden im tschechoslowakischen Špindlerův Mlýn auf der Elbe statt.

## Ergebnisse

### Nationenwertung
| Platz  | Land                            | Gold | Silber | Bronze | Gesamt |
| ------ | ------------------------------- | ---- | ------ | ------ | ------ |
| 1      | Deutsche Demokratische Republik | 3    | 4      | 5      | 12     |
| 2      | Tschechoslowakei                | 3    | 2      | 1      | 6      |
|        | BR Deutschland                  | 3    | 2      | 1      | 6      |
| 4      | Österreich                      | -    | 1      | -      | 1      |
| 5      | Frankreich                      | -    | -      | 2      | 2      |
| Gesamt | Gesamt                          | 9    | 9      | 9      | 27     |